# Atractaspis microlepidota
Atractaspis microlepidota (engelska: Small-scaled burrowing asp), är en ormart inom familjen stilettormar och tillhör släktet jordhuggormar.

## Kännetecken
Ormen är giftig. Jordhuggormar har en speciell utfällbar huggtand och ska därför inte hållas bakom huvudet, vilket ingen orm bör göras på grund av att de då kan bli skadade. 
Ormen har små ögon med runda pupiller. Längden är 50–110 centimeter och färgen är jämnt svart till brun eller lila-svart över hela kroppen. Kroppen är ganska grov med små fjäll och ormen har en kort svans som slutar tvärt till en tagg. Denna tagg är ofarlig.

## Utbredning
Sudan, Etiopien, Eritrea, Somalia, Kenya, Mauritania, norra Nigeria, Mali, Niger, Senegal, Gambia, Burkina Faso, Kamerun, och Egypten. En underart, A. micropholis andersoni, hittas i Oman och Saudiarabien. Den är ljusare på sidorna och magen än nominatformen.

## Ormens gift och fara för människor
Giftet är en aningen trögflytande och mjölkigt färgat, giftkörtlarna på Atractaspis microlepidota är extremt avlånga och kan löpa under skinnet upp till 15% av kroppens längd bakom huvudet. 
Giftet orsakar smärta kring bettet, lite senare kommer bedövning, svullnad kring och i närheten av bettet, och ofta dödsfall. Det finns inget effektivt motgift. De flesta betten förekommer på natten när någon snubblar eller ligger och sover och av misstag rullar över ormen, eller vid hantering av ormen utan att veta om dess speciella utfällbara huggtand.
Majoriteten av forskning kring ormen har gjorts angånde dess gift, och arten har bara studerats ett par gånger i sin naturliga miljö.

## Levnadssätt
Lever i savannregioner och nära öknen. Ormen är grävande och syns oftast till på natten efter kraftig nederbörd. Fortplantningen är ovipar och honan lägger upp till 8 avlånga ägg.
Födan består av andra marklevande eller grävande reptiler, eller små gnagare.

## Systematik
De långa framhuggtänderna på denna orm kan skapa förvirringar med familjen Viperidae och dess släkten, vilken släktet jordhuggormar länge var klassificerad under.